# Timandra sakishimensis
Timandra sakishimensis är en fjärilsart som beskrevs av Inoue 1971. Timandra sakishimensis ingår i släktet Timandra och familjen mätare. Inga underarter finns listade i Catalogue of Life.